# Ильинская-Покатая улица
Ильинская-Покатая улица — короткая, около 400 м, улица в исторической части (Ветчаный город) города Владимир. Проходит от улицы Осьмова, пересекаясь с улицей Чехова и заворачивая углом, до улицы Герцена, за которой переходит в улицу Златовратского.

## История

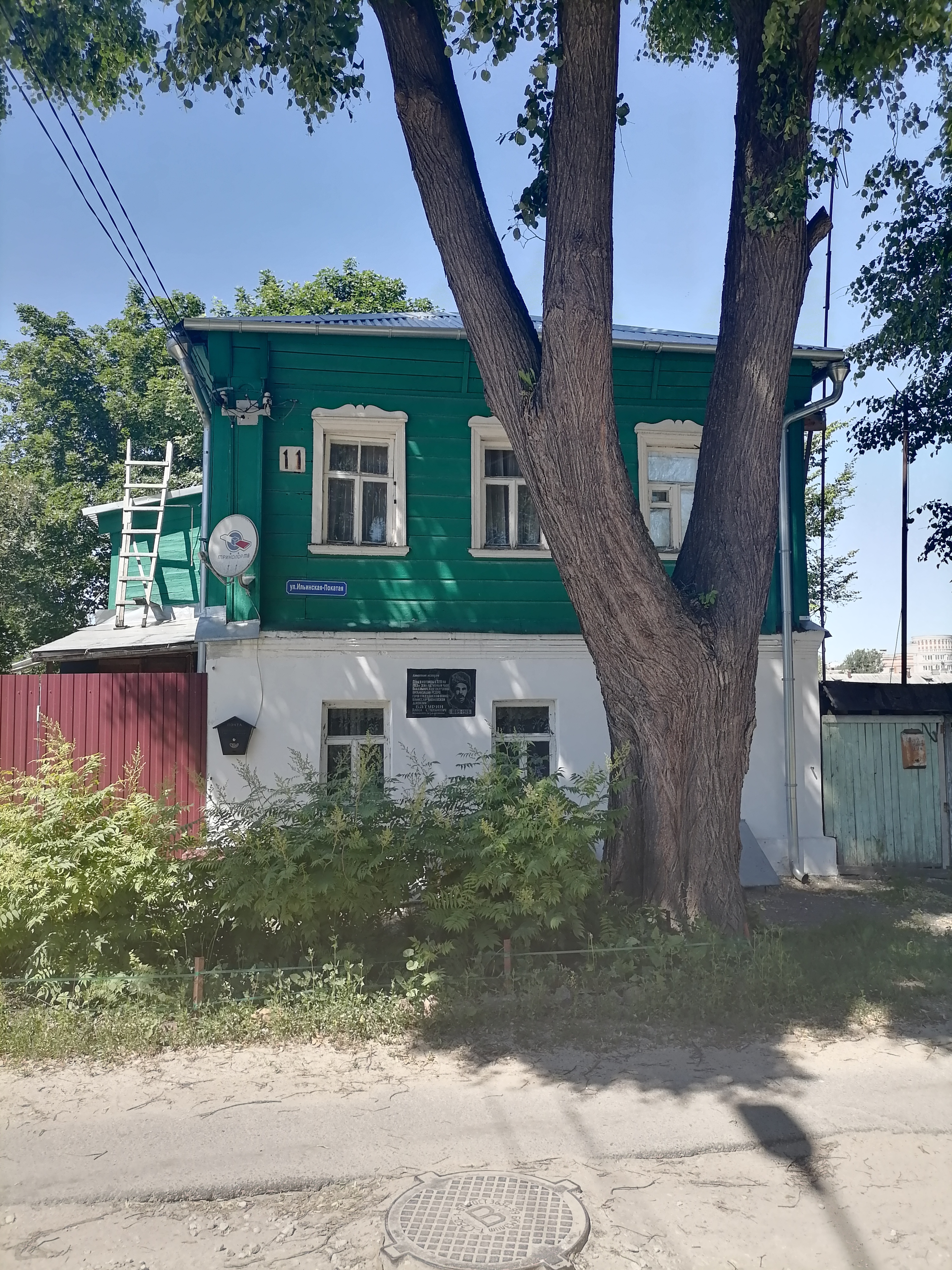
д. 11

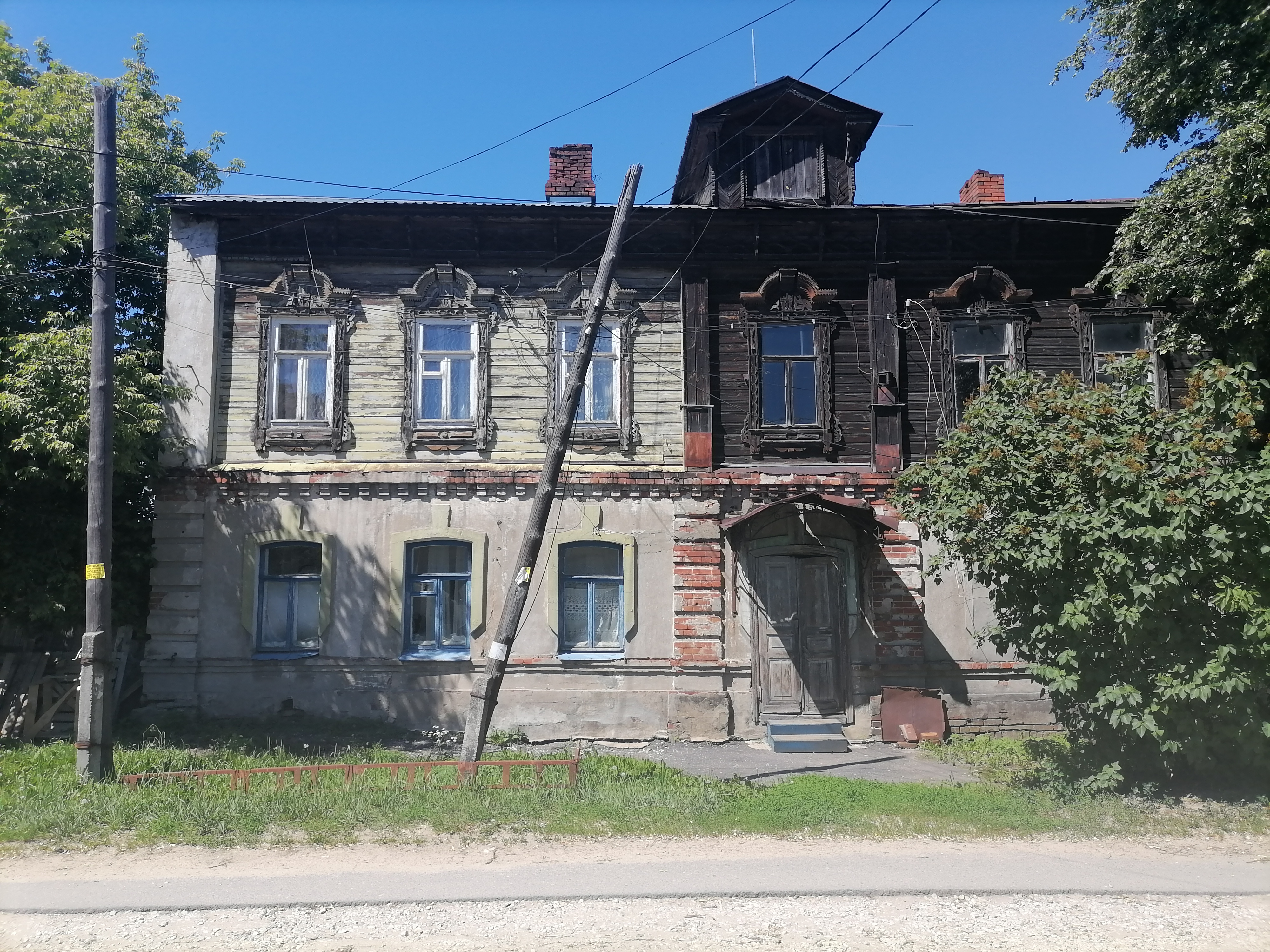
д. 23

Название улицы — Ильинская-Покатая — связано с названием близ расположенной церкви, служившей заметным ориентиром: Церковь Илии Пророка (Ильинская) находилась на месте современного детского сада № 30 (д. 75а по улице Большая Московская). Построенная в XVII веке, она была снесена в 1932 году. Вторая часть названия (вариант — Покатная) связана с особенностями местного рельефа — улица проходит вдоль правого высокого берега ныне взятой в трубу реки Лыбедь
Историческая застройка — в основном одноэтажные деревянные дома частного сектора.

## Достопримечательности
д. 11 — бывший дом Горбунова ()
д. 23 — бывший дом Егорова, где в 1907 году находилась штаб-квартира Владимирской военной организации РСДРП ()

## Известные жители

Мемориальная доска Батурину

д. 11 — российский революционер-большевик, член РКП(б) с 1918 года, комиссар 25-й Чапаевской стрелковой дивизии Павел Степанович Батурин (1889—1919, мемориальная доска).